# 長島 (山口県)
長島（ながしま）は山口県熊毛郡上関町にある島である。

## 概要

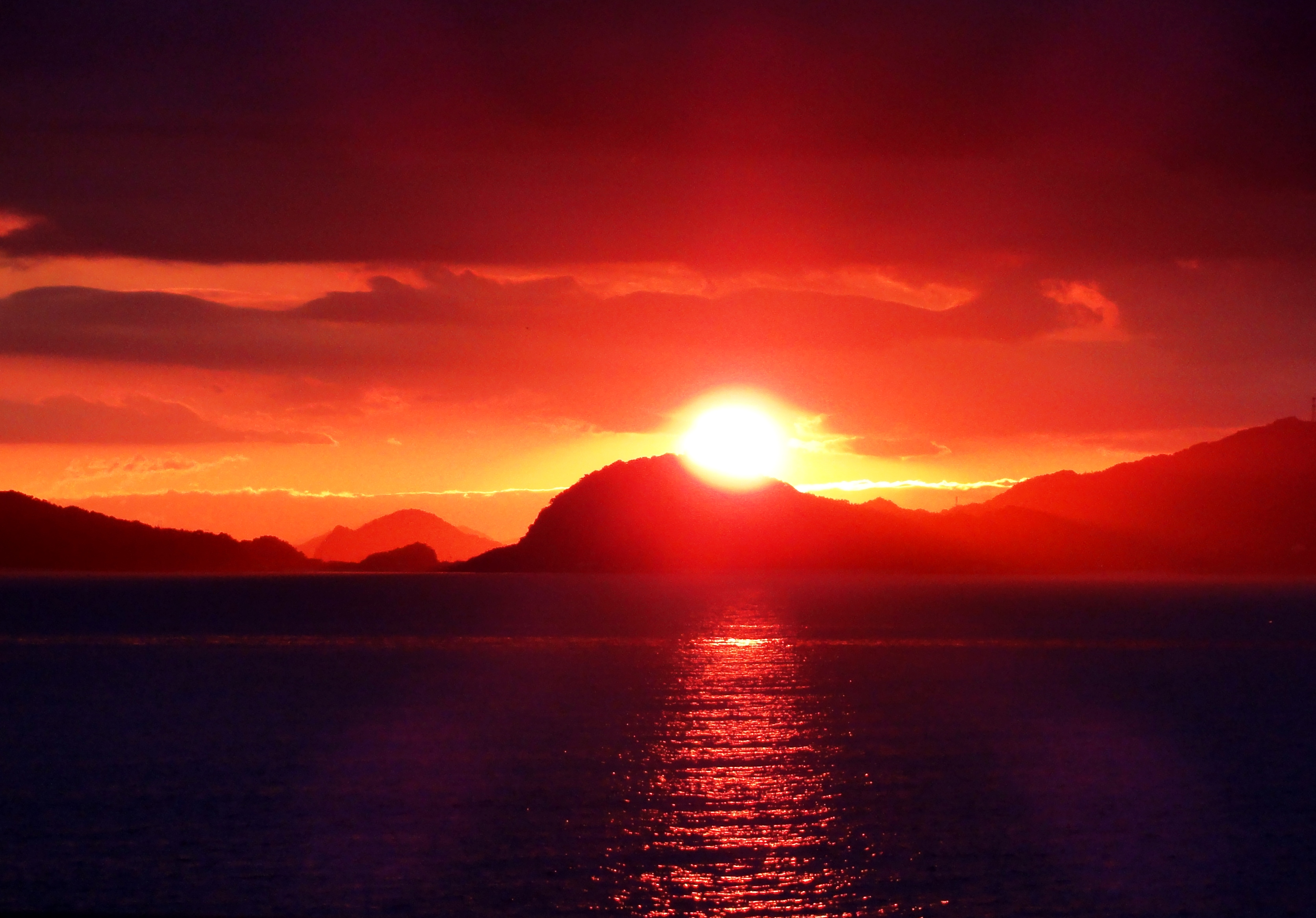
室津半島から見た長島。

山口県の南東部に突き出た室津半島の先端と上関大橋で結ばれている。周防灘に面した海岸線は複雑で入り江が多く、古くから風待ち・潮待ちの船で賑わいを見せていた。熊毛群島の中心的な島の一つであり、北側には雑石瀬戸があり、周囲には大小の島々がある。
周防灘と伊予灘は現代の瀬戸内海でも比較的に生態系や自然環境が残されており、長島の周辺でもスナメリ、カンムリウミスズメ、カブトガニ、ナメクジウオ、カサシャミセン、スギモクなどの生息が確認されている。
とくに貝類の多様性は特筆すべきであり、ナガシマツボ（Ceratia nagashima）は長島において模式標本が発見され、2000年に新種として認定されたワカウラツボ科の貝類である。これは長島で発見された個体以外には発見事例が存在しない世界で唯一の標本である。
また、隣接する祝島の状況から判断すると、長島もクジラ（ヒゲクジラ類）の回遊や育児の場として機能していた可能性もある。
しかし、祝島と同様に上関原子力発電所の建設による生態系への悪影響が憂慮されている。

## 史跡
- 長島の八幡宮
- 蒲井八幡宮
- 白井田八幡宮
- 竈八幡宮
- 菅原神社
- 御汗観世音奥の院
- 遍照寺
- 上関台場跡
- 旧上関番所
- 上関城山歴史公園

## 観光スポット
- 中ノ浦海水浴場
- 上盛山 展望台

## 交通
- ［陸路］ 上関大橋
- ［船］ 柳井港→室津港→上関港（35分）［上関航運］<上関航運］[1]